# ポール・メイエ
,

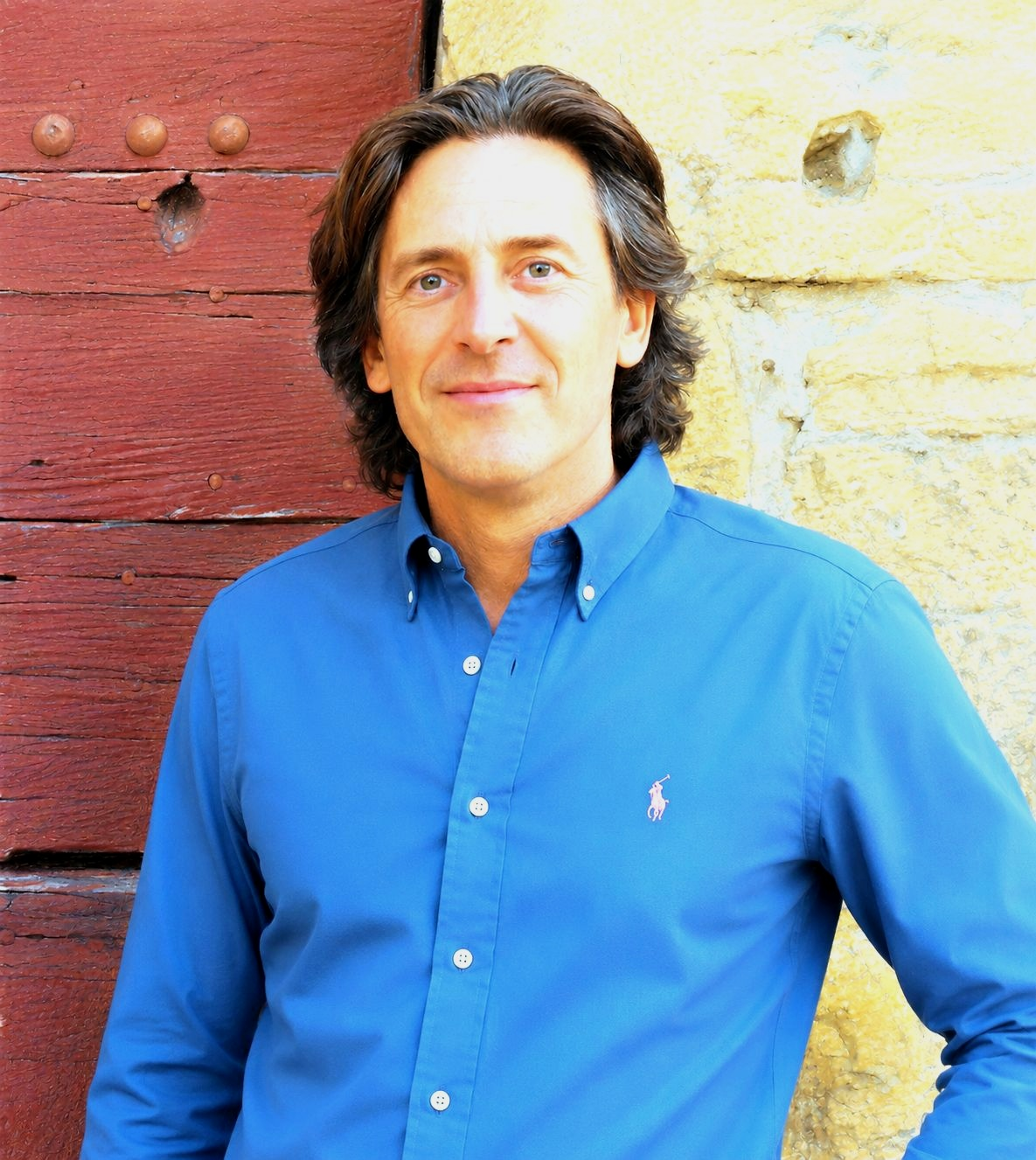
Paul Meyer 2019

ポール・メイエ（Paul Meyer、1965年3月5日 - ）は、アルザス・ミュルーズ出身のフランスのクラリネット奏者。ソリストや室内楽奏者として欧米を拠点に国際的に活躍を続け、指揮活動も行っている。

## 経歴
パリ音楽院とバーゼル高等音楽学校に学ぶ。13歳でオーケストラと共演して初めてソリストとして演奏活動に入る。1982年にフランス・ユーロビジョン・ヤング・ミュージシャンズコンクールに優勝して公式デビューを果たし、1984年には、ニューヨーク新人演奏家コンクールを制覇した。
現役のクラリネット奏者としては世界的に最も有名なひとりに数えられており、フランス国立管弦楽団、アムステルダム・コンセルトヘボウ管弦楽団など、国際的に有名なオーケストラと共演するほか、室内楽にも情熱を注いでいる。古典派やロマン派の楽曲に加えて、近現代の音楽もレパートリーに加えており、クシシュトフ・ペンデレツキ（バート・キッシンゲン音楽祭）、ゲルト・キューア（ザルツブルク音楽祭）、ジェームズ・マクミラン（グラスゴー）の「クラリネット協奏曲」を上演している。ルチアーノ・ベリオの《アルテルナティム Alternatim 》はメイエに献呈された協奏曲であり、メイエはこれをベルリン、パリ、ローマ、東京、ウェールズ、ザルツブルク音楽祭、カーネギーホールなどで上演している。2000年には、スイスの作曲家ミヒャエル・ヤレルの「クラリネット協奏曲」をパリ管弦楽団とともに初演しており、ウィーンのコンツェルトハウスにおいては、ムスティスラフ・ロストロポーヴィチ、ユーリ・バシュメット、ディミトリー・アレクセーエフ、ジュリアン・ラクリンとともに、ペンデレツキの「ピアノ五重奏曲」を初演した。
近年は、フランス放送フィルハーモニー管弦楽団やトゥールーズ・カピトール国立管弦楽団、パリ室内管弦楽団などを指揮して、指揮者としての活動も広げている。また、日本国内においては2006年に第1回東京佼成ウインドオーケストラ作曲コンクールの本選で、2009年に全日本吹奏楽コンクール課題曲の参考演奏で東京佼成ウインドオーケストラを指揮し、2010年から2012年まで同団の首席指揮者を務めた。

## 音源
音源はDENON、エラート、ソニー、EMI、BMGとさまざまなレーベルから出されており、ディアパソン・ドールやショク・デュ・モンドなどを受賞している。レパートリーとしてはモーツァルト、クロンマー、プレイエル、ウェーバー、シューマン、ブラームス、ブゾーニ、コープランド、バーンスタイン、アーノルド、ピアソラらの作品のほか、ショーソン、オネゲル、ミヨー、プーランク、メシアン、ブーレーズといった近現代のフランスのクラリネット作品も録音している。ドイツ・グラモフォンには、ギル・シャハムのヴァイオリン、ジャン・ワンのチェロ、チョン・ミュンフンのピアノと共演して《世の終わりのための四重奏曲》によりデビューしており、ECMレーベルにはカール・アマデウス・ハルトマンの《室内協奏曲》の録音で参加している。エリック・ル・サージュとはブラームスの《クラリネット・ソナタ》によりBMGにデビューしており、その後もエマニュエル・パユやジャン＝マルク・ルイサダとも共演を続けている。

## 共演者

### 演奏家として
指揮者ルチアーノ・ベリオ、デニス・ラッセル・デイヴィス、ミヒャエル・ギーレン、ハンス・グラーフ、ギュンター・ヘルビヒ、マレク・ヤノフスキ、エマニュエル・クリヴィヌ、イェジー・マクシミウク、ユーディ・メニューイン、ケント・ナガノ、エサ＝ペッカ・サロネン、ハインリヒ・シフ、ウルフ・シルマー、ミヒャエル・シェーンヴァント、デイヴィッド・ジンマン
オーケストラフランス国立管弦楽団、アムステルダム・コンセルトヘボウ管弦楽団、BBCフィルハーモニック、NHK交響楽団、ベルリン交響楽団、ドレスデン・フィルハーモニー管弦楽団、シンフォニア・ヴァルソヴィア、フランス放送フィルハーモニー管弦楽団、モンテカルロ・フィルハーモニー管弦楽団、ボルドー＝アキテーヌ国立管弦楽団、ストラスブール・フィルハーモニー管弦楽団、グスタフ・マーラー室内管弦楽団
器楽奏者フランソワ＝ルネ・デュシャーブル、エリック・ル・サージュ、マリア・ジョアン・ピレシュ、ジェラール・コセ、ギドン・クレーメル、ヨーヨー・マ、ヴラディーミル・スピヴァコフ、タベア・ツィンマーマン、エマニュエル・パユ、アイザック・スターンやジャン＝ピエール・ランパル
四重奏団カルミナ四重奏団、クリーヴランド弦楽四重奏団、ハーゲン弦楽四重奏団、メロス弦楽四重奏団、エマーソン弦楽四重奏団、タカーチ弦楽四重奏団、フォーグラー・カルテット
声楽家バーバラ・ヘンドリックス、ナタリー・デセイ

### 指揮者として
首席指揮者・客演指揮者フランス放送フィルハーモニー管弦楽団、トゥールーズ・カピトール国立管弦楽団、パリ室内管弦楽団、イギリス室内管弦楽団、スコットランド室内管弦楽団、ベオグラード・フィルハーモニー管弦楽団、ビルバオ交響楽団、台北交響楽団、プラハ室内管弦楽団、東京佼成ウインドオーケストラ